# تفجير مالية 2007
كان تفجير مالية، 29 أيلول 2007، عبارة عن انفجار قنبلة في 29 سبتمبر 2007، في منتزه السلطان بالقرب من المركز الإسلامي في العاصمة المالديفية ماليه، مما أدى إلى إصابة 12 سائحًا أجنبيًا.   تقع الحديقة في مقر جيش المالديف ( MNDF ) حيث مكان التدريب و فيه العديد من كاميرات المراقبة. و كان هذا اول تفجير معروف يقع في جزر المالديف.
وذكرت وسائل إعلام محلية أن القنبلة كانت محلية الصنع، وتتكون من اسطوانة غاز ومحرك غسالة وهاتف محمول. وكان السائحون المصابون ثمانية من الصين، واثنان من بريطانيا، واثنان من اليابان.
تم اعلان حالة التأهب القصوى في مدن المالديف. حيث تم اعلان حالة الطوارئ القصوى في المطار و خدمات العبارات في مالية. و عقد الرئيس أيضا اجتماعا امنيا في مقر اقامته و قد حضره وزير الداخلية عبدالله كمال و مستشار الامن القومي العقيد منصور، بالإضافة الى وزير السياحة محمود شوقي.

## المشتبه بهم
خلال 48 ساعة، ألقت الشرطة القبض على 12 مشتبه به- عشرة مواطنين من جزر المالديف واثنين من الأجانب.
في 3 أكتوبر، في مؤتمر صحفي للشرطة، قدم مساعد مفوض الشرطة للصحفيين معلومات عن اثنين من المشتبه بهم:
أحمد نصير من كاندوهولهودهو، جافو أليفو أتول، وموسى إيناس من كالهايدو، لامو أتول. كلاهما من مواطني جزر المالديف في أوائل العشرينات من عمرهما.

## مواجهة المسجد
وقعت مواجهة عندما حاولت السلطات المالديفية التي تحقق في الانفجار الدخول إلى مسجد دار الخير في جزيرة هيماندو.  وقد نشبت مواجهة بين السلطات والمصلين الذكور استمرت 40 ساعة، وانتهت باعتقال 60 رجلاً وطفلاً، وإصابة 30 شرطيًا، بما في ذلك أحد رجال الشرطة الذي تم قطع يده.

## الجمل
وفي ديسمبر/كانون الأول، حُكم على ثلاثة رجال بالسجن لمدة 15 عامًا بعد اعترافهم بالتفجير. وذكرت صحيفة "ميني فان ديلي" في 18 أغسطس/آب 2010 أن اثنين من السجناء، أحمد ناصر ومحمد صباح، تم تغيير عقوبتهما من السجن إلى ثلاث سنوات مع وقف التنفيذ تحت المراقبة.
وذكرت صحيفة "ذا ويك" الهندية أن الجمعيات الخيرية التي تعمل كواجهات لجماعات إرهابية باكستانية مثل لشكر طيبة استخدمت مهام الإغاثة من الكوارث في جزر المالديف التي مزقتها أمواج تسونامي كفرصة لتجنيد الجهاديين المحتملين.  وأفادوا بأن اثنين من المشتبه بهم الرئيسيين في التفجير، محمد صباح وأحمد ناصر، تم إطلاق سراحهما في أغسطس/آب 2010،  على الرغم من أن نائب مفوض شرطة جزر المالديف، أحمد منير، اعتقد أنهما يشكلان خطراً على الأمن الداخلي، وخطرين على المجتمع المالديفي.

## ردود الفعل الدولية
سنغافورة: The Singaporean Ministry of Foreign Affairs condemned the act of violence.

## الحواشي
1. ↑  "12 tourists hurt in Maldives bomb". سي إن إن. 29 سبتمبر 2007. مؤرشف من الأصل في 2024-06-21. اطلع عليه بتاريخ 2024-06-21.
2. ↑  "Twelve tourists injured in Maldives explosion". رويترز. 29 سبتمبر 2007. مؤرشف من الأصل في 2022-12-14. اطلع عليه بتاريخ 2024-06-21.
3. ↑  "Tourists hurt in Maldives blast". بي بي سي نيوز. 29 سبتمبر 2007. مؤرشف من الأصل في 2025-03-15. اطلع عليه بتاريخ 2024-06-21.
4. ↑  
"Some perpetrators of Sultan Park bombing have confessed – Police". Haveeru Daily. 1 أكتوبر 2007. مؤرشف من الأصل في 2011-05-18. اطلع عليه بتاريخ 2007-10-03.
5. ↑  
"Ten arrested over Maldives blast". بي بي سي نيوز. 1 أكتوبر 2007. مؤرشف من الأصل في 2025-03-14. Tourism Minister Mahamood Shaugee said: 'In total, police have arrested 10 suspects.' Seven of the arrested are Maldives nationals and two are Bangladeshi nationals.
6. ↑  
"Police release details of two plotters, more CCTV footage". Haveeru Daily. 4 أكتوبر 2011. مؤرشف من الأصل في 2016-03-03. اطلع عليه بتاريخ 2011-10-04.
7. ↑  "Police release details of two plotters, more CCTV footage". Haveeru Daily. 4 أكتوبر 2011. مؤرشف من الأصل في 2016-03-03. اطلع عليه بتاريخ 2011-10-04."Police release details of two plotters, more CCTV footage".
8. ↑  "Maldives: Extremism and Terrorism". Counter Extremism Project. اطلع عليه بتاريخ 2024-06-21.
9. ↑  Chou، Chan Tau (6 نوفمبر 2007). "Maldives faces social divide". Al Jazeera. مؤرشف من الأصل في 2024-09-08. اطلع عليه بتاريخ 2024-06-21.
10. ↑  
Dasgupta، Anupam (23 يناير 2011). "A Male-volent link". The Week. مؤرشف من الأصل في 2012-03-07. It surprised India when Nasheed freed two prime accused in the 2007 Sultan Park bombings in Male in August 2010. We are planning to send Mohamed Sobah and Ahmed Naseer [the two accused] back to jail. We feel they are dangerous to our society and we are not willing to risk internal security, said Ahmed Muneer, deputy commissioner of the Maldives police.
11. ↑  "Maldives: Extremism and Terrorism". Counter Extremism Project. اطلع عليه بتاريخ 2024-06-21."Maldives: Extremism and Terrorism".
12. ↑  "MFA Press Statement: Bomb attack in Male', Maldives on 29 September 2007". وزارة الخارجية (سنغافورة). اطلع عليه بتاريخ 2024-06-21.

## روابط خارجية
- فيديو الانفجار من قناة بي بي سي نيوز